# KONAN (가수)
코난(KONAN, 1985년 3월 4일 - )는 일본의 여성 아이돌 그룹 SDN48의 전 멤버이다. 오사카부 출신. 원에이트 프로모션 소속. 1기생 이마요시 메구미.우메다 하루카.카이다 쥬리.카토 마미/2기생 이토 마나.호소다 미유우와 유닛 「7cm(현 TRYOUT ex.7cm)」결성. 유닛 「7cm(현 TRYOUT ex.7cm)」리더

## 참가 유닛곡
싱글 CD 참가곡
에비스 마스캇츠 명의
1. 바나나 망고 하이 스쿨/하나 둘 셋 넷에 울어줘 with 눈물 네 자매(バナナ・マンゴー・ハイスクール/12の34で泣いて with 涙四姉妹)

SDN48 명의
1. GAGAGA
2. 고독의 러너(孤独なランナー)
3. 천국의 도어는 3번째의 벨로 열린다(天国のドアは3回目のベルで開く) - 언더걸즈 A 명의
4. MIN・MIN・MIN
5. Everyday, 카츄샤 (SDN48 ver.)(Everyday、カチューシャ (SDN48 ver.))
6. 설득하면서 아자부쥬반 duet with 미노 몬타(口説きながら麻布十番 duet with みの もんた)
7. 쿠리쿠리(クリクリ) - 언더걸즈 A 명의
8. 끝나지 않는 앵콜(終わらないアンコール)

SDN48 1st Stage 2기생 「유혹의 카터(誘惑のガーター)」공연
1. Never!
2. 올인(オールイン)